# Коронел-Бикаку
Коронел-Бикаку (порт. Coronel Bicaco) — муниципалитет в Бразилии, входит в штат Риу-Гранди-ду-Сул. Составная часть мезорегиона Северо-запад штата Риу-Гранди-ду-Сул. Входит в экономико-статистический микрорегион Ижуи. Население составляет 7575 человек на 2006 год. Занимает площадь 492,124 км². Плотность населения — 15,4 чел./км².

## История
Город основан 14 апреля 1964 года.

## Статистика
- Валовой внутренний продукт на 2003 составляет 99.989.535,00 реалов (данные: Бразильский институт географии и статистики).
- Валовой внутренний продукт на душу населения на 2003 составляет 12.545,74 реалов (данные: Бразильский институт географии и статистики).
- Индекс развития человеческого потенциала на 2000 составляет 0,768 (данные: Программа развития ООН).

## География
Климат местности: субтропический гумидный.